# Trương Dương (Đông Hán)
Trương Dương (chữ Hán: 張楊; (151-201) là tướng nhà Đông Hán trong lịch sử Trung Quốc. Ông tham gia cuộc chiến giữa các chư hầu trước khi hình thành cục diện Tam Quốc.

## Chống lại Đổng Trác
Trương Dương là người Tinh châu, đồng hương của Lã Bố và Tư đồ Vương Doãn.
Thời trẻ, ông từng cùng Lã Bố phục vụ dưới quyền Đinh Nguyên. Năm 189, Hán Linh Đế qua đời, con là Thiếu Đế Lưu Biện lên nối ngôi. Ngoại thích Hà Tiến mưu trừ các hoạn quan chuyên quyền, bèn triệu tập quân các trấn. Đinh Nguyên theo lệnh dẫn quân đến Lạc Dương, ông cùng Lã Bố đi theo. Hà Tiến sai ông lên Thượng Đảng đi dẹp quân khởi nghĩa tại đây.
Khi chưa dẹp xong phản quân thì Trương Dương nghe tin Đinh Nguyên bị Lã Bố giết hại để theo Đổng Trác. Ông bèn dựng cờ chống lại Đổng Trác ở Thượng Đảng, đánh nhau với thái thú Thượng Đảng là Hồ Quan.
Không hạ nổi Hồ Quan, Trương Dương chạy sang đánh chiếm quận Hà Nội. Đổng Trác vì muốn yên các trấn nên phong ông làm thái thú Hà Nội.

## Trợ giúp Lã Bố
Năm 192, Lã Bố giết được Đổng Trác nhưng bị bộ tướng của Trác là Lý Thôi, Quách Dĩ đánh bật khỏi Trường An, phải bỏ chạy sang Nam Dương theo Viên Thuật cũng không xong, bèn bỏ Nam Dương đi một mạch dài, qua sông Hoàng Hà tới quận Hà Nội thuộc Tinh châu, xin nương nhờ Trương Dương.
Trương Dương là người tốt và có nghĩa khí, đã dung nạp và chu cấp cho Lã Bố. Lúc đó Lý Thôi nắm vua Hán Hiến Đế ở Trường An, nhân danh thiên tử ra lệnh tầm nã Lã Bố. Trong số thủ hạ của Trương Dương có một số người cũng từng theo Đinh Nguyên nên muốn giết Lã Bố và báo thù cho Đinh Nguyên và lập công với triều đình.
Lã Bố lo sợ không yên, muốn thử lòng Trương Dương, bèn nói:
Triều đình Trường An treo giải thường bắt tôi, nếu ngài chặt đầu tôi thì không bằng bắt trói tôi lại mà giải đi.
Trương Dương thấy lòng tốt của mình bị nghi ngờ nên mếch lòng nói:
Lời ngươi nói rất đúng
Tuy Trương Dương không hành động gì nhưng câu nói của ông làm Lã Bố sợ hãi. Sau đó Lã Bố cùng thủ hạ lẻn trốn khỏi Hà Nội sang Ký châu theo Viên Thiệu, không từ biệt ông.
Theo Viên Thiệu không được bao lâu, Lã Bố lại có hiềm khích và suýt bị giết. Cùng đường, Lã Bố đành phải tìm lại quận Hà Nội với Trương Dương. Trương Dương không nhắc lại việc trước đây Lã Bố ra đi không từ biệt, tiếp tục dung nạp.
Sau đó Lã Bố được Trương Mạc và Trần Cung ở Đông quận giúp sức, trở thành lực lượng quân phiệt tranh giành Duyện châu với Tào Tháo.

## Giúp vua Hiến Đế
Năm 196, Lý Thôi và Quách Dĩ trở mặt đánh nhau, vua Hiến Đế bỏ chạy về phía đông. Trên đường đi, ngoài Lý Thôi và Quách Dĩ muốn bắt lại Hiến Đế còn có nhiều tướng lĩnh các địa phương đánh lẫn nhau để tranh giành lấy thiên tử như Dương Phụng, Hàn Tiêm, Lý Nhạc.
Khi vua Hiến Đế tới An Ấp thuộc quận Hà Đông, Trương Dương từ Hà Nội, cùng thái thú quận Hà Đông là Vương Ấp đi cứu trợ. Biết vua muốn trở về Lạc Dương, ông đến Lạc Dương sửa sang cung điện trước (bị Đổng Trác đốt phá năm 191) và xây điện Dương An cho Hiến Đế ở tạm. Sau đó Hiến Đế cùng bá quan tới được Lạc Dương sau chặng đường dài, cả Trương Dương và Vương Ấp trở về bản trấn, không tham dự vào việc tranh giành thiên tử.
Sau đó Tào Tháo với thế lực hùng hậu đến mang Hiến Đế sang Hứa Xương.

## Tử nạn vì Lã Bố
Lã Bố trở thành lực lượng quân phiệt ở Từ châu, tranh giành với các lực lượng xung quanh như Tào Tháo, Viên Thuật và Lưu Bị.
Năm 198, Tào Tháo và Lưu Bị liên hợp đánh Lã Bố. Lã Bố bị vây ngặt ở thành Hạ Bì bèn sai sứ cầu cứu Trương Dương và Viên Thuật.
Viên Thuật không phát binh còn Trương Dương đã khởi binh cứu Lã Bố. Nhưng ông chưa kịp chi viện cho Từ châu thì bị thủ hạ là Dương Xú giết chết để hàng Tào Tháo. Không rõ năm đó Trương Dương bao nhiêu tuổi.
Thủ hạ của ông là Tuy Cố giết Xú báo thù cho ông. Tào Tháo thấy vậy bèn sai Sử Hoán mang quân đón đánh, giết Tuy Cố và thu hết thủ hạ của Trương Dương. Không lâu sau Lã Bố cũng bị Tào Tháo tiêu diệt.